# Faistenau
Faistenau är en ort och kommun i Österrike. Den ligger i distriktet Salzburg-Umgebung i förbundslandet Salzburg,  240 kilometer väster om huvudstaden Wien. 
Kommunen består av åtta orter (Ortschaften) (inom parentes invånarantal 1 januari 2024):

- Alm (59)
- Anger (673)
- Faistenau (564)
- Lidaun (122)
- Ramsau (349)
- Tiefbrunnau (416)
- Vordersee (718)
- Wald (218)